# Raggia
La Raggia è un ecotipo della cultivar di olivo Frantoio, tipica della provincia di Ancona.
Da non confondersi con la Raggiola, ecotipo differente della stessa cultivar caratteristica della vicina provincia di Pesaro e Urbino.

## La pianta
La pianta si presenta vigorosa, con ramificazione densa e voluminosa, le foglie larghe ed espanse.
La pianta ha una buona resistenza al freddo.

## I fiori e le olive
Le olive si riconoscono per la caratteristica forma allungata. Le drupe sono di medie dimensioni, e il procedere del grado di maturazione favorisce il distacco. La polpa è consistente e particolarmente dolce ed è apprezzata anche come oliva da mensa, conservata in salamoia o marinata.

### La pigna
La tecnica di marinatura tradizionale consiste nella preparazione della "pigna": un contenitore in terracotta (recentemente sostituito dal vetro) che viene riempito con olive, aglio, finocchio selvatico, bucce d'arancia e sale grosso. Si lascia a riposo a marinare coprendo il vaso ma senza sigillarlo e ogni sera si mescola manualmente il contenuto della "pigna". Una volta che le olive hanno perso il sapore amaro, vengono tolte dalla "pigna" e stese su un panno asciutto e pulito. Il panno assorbe l'acqua di vegetazione espulsa dalle olive; il sale grosso in eccesso viene eliminato. Conservate in barattoli con un po' d'olio, le olive possono essere consumate anche a distanza di mesi.

## L'olio
La precoce maturazione permette una raccolta e un'inolizione precoce, generalmente la raccolta viene effettuata entro le prime settimane di novembre.
L'olio prodotto è di colore verde/giallo dorato, ha un fruttato leggero e armonico con sentori di mandorla amara.